# Avreglering
Avreglering innebär att samhället minskar styrningen av ekonomiska eller andra aktiviteter, vanligen genom att avskaffa olika begränsningar i lagstiftning och normer. Ibland innebär avregleringen omreglering, då viss reglering fortfarande anses behövas. Avreglering kan inbegripa privatisering.
Exempel på avreglering är friare öppettider, minskad reglering av kapitalströmmar över statsgränserna, färre krav på produkter – eller på att testa dem innan saluförande (t.ex. elapparater, importerade livsmedel) – och avskaffande av licenskrav för taxiföretagare och -chaufförer.
Om avregleringen innebär att en verksamhet som tidigare var ett statligt monopol konkurrensutsätts genom avreglering är det vanligt att man omvandlar den statliga aktören till ett eller flera bolag, och eventuellt säljer dessa till privata aktörer; det vore i många fall svårt att konkurrera med en stark statlig aktör.
Avreglering är motsatsen till reglering.